# Pachyprotasis
Pachyprotasis is een geslacht van  echte bladwespen (Tenthredinidae).

## Soorten
- P. antennata (Klug, 1817)
- P. nigronotata Kriechbaumer, 1874
- P. rapae (Linnaeus, 1767)
- P. simulans (Klug, 1817)
- P. variegata (Fallen, 1808)